# Reinhold F. G. Müller
Reinhold Friedrich Gustav Müller (* 16. April 1882 in Berlin; † 2. Februar 1966 in Einsiedel) war ein deutscher Indologe und Medizinhistoriker.

## Leben
Ab 1902 studierte Reinhold Müller Medizin in Berlin. 1909 beendete er sein Studium und wurde Assistent in der Inneren Medizin in Greifswald. Er wurde 1921 Mitglied der Deutschen Morgenländischen Gesellschaft, 1923 Mitglied der Royal Asiatic Society in London und 1924 Mitglied der Deutschen Gesellschaft für Geschichte der Medizin, Naturwissenschaften und Technik. Zum 1. Mai 1933 trat er in die NSDAP ein (Mitgliedsnummer 2.413.815). 1939 wurde er als Mitglied in die Leopoldina gewählt. 1942 erfolgte die Habilitation an der Universität Leipzig.

## Schriften (Auswahl)
- Grundlagen altindischer Medizin (= Nova acta Leopoldina. II). Halle 1942.
- Manas und der Geist altindischer Medizin. Leipzig 1952, OCLC 163043241.
- Altindische Embryologie. Leipzig 1955, OCLC 29149260.
- Eigenwertungen in altindischer Medizin. Leipzig 1958, OCLC 601776694.
- Kleine Schriften zur traditionellen Medizin Südasiens. Wiesbaden 2008, ISBN 978-3-447-05637-3.